# Catecismos Testerianos

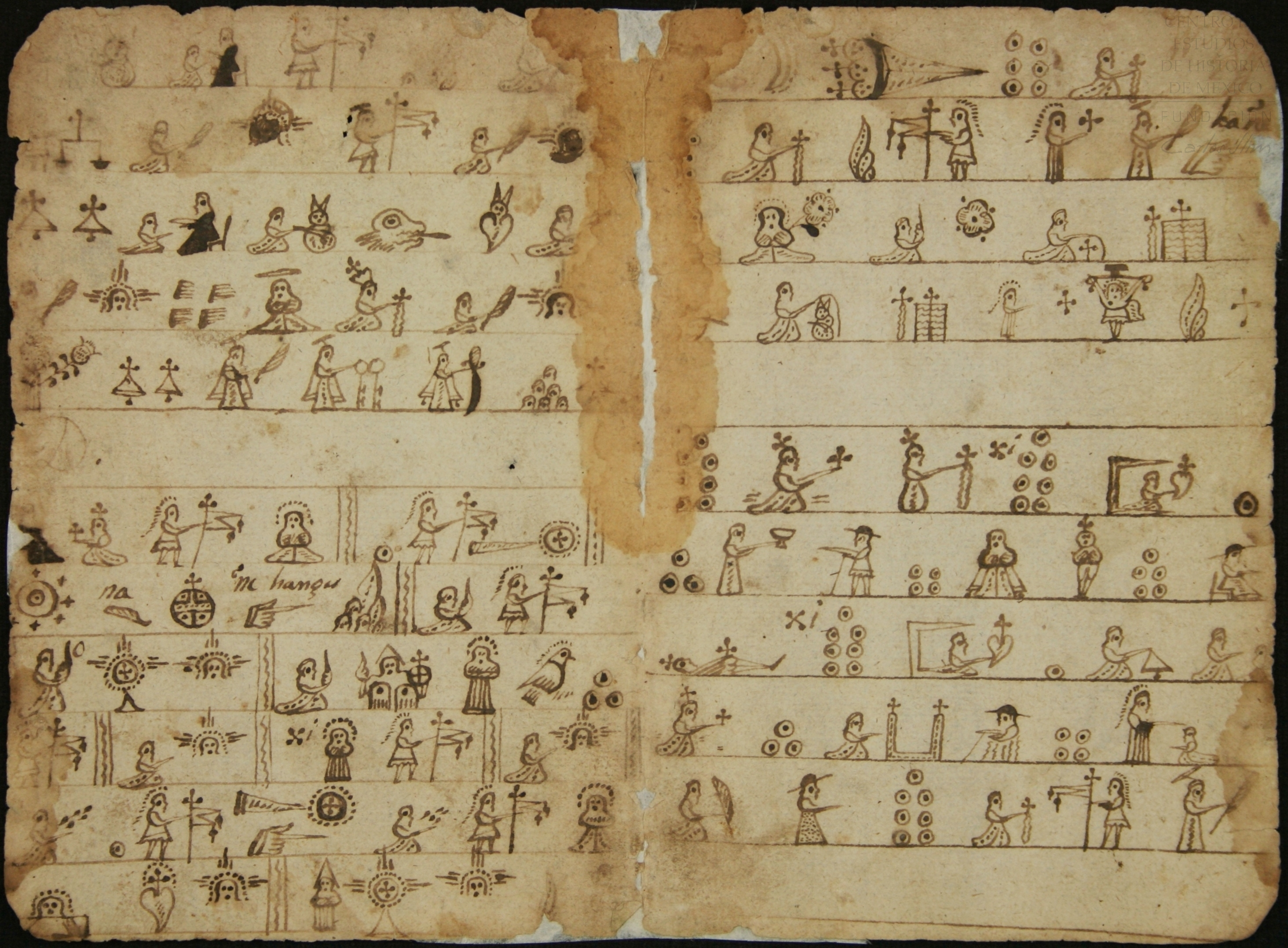
Catecismo Testeriano, c. 1524. Centro de Estudos de História do México Carso

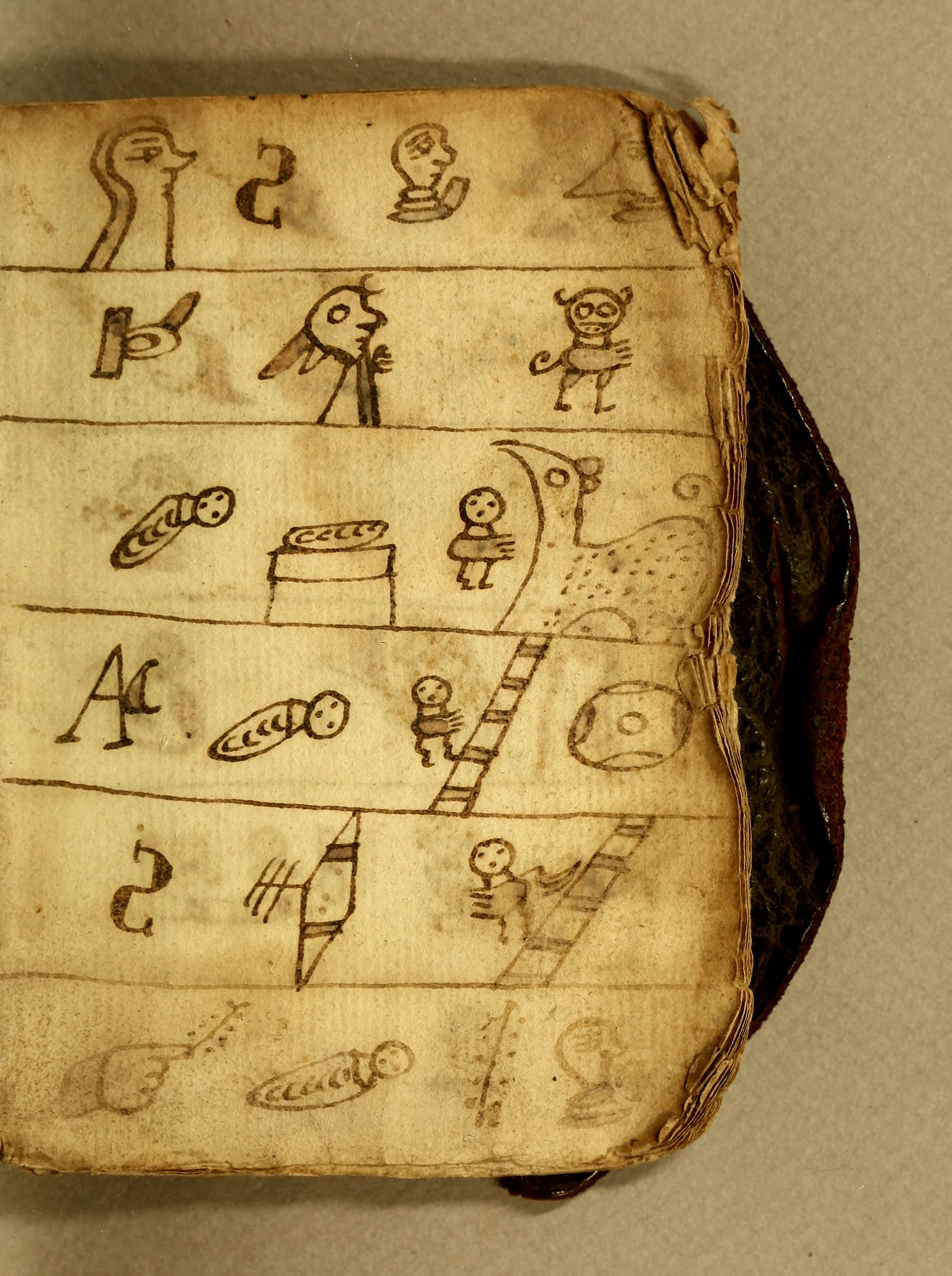
Página do códice manuscrito do Catecismo Testerino (por volta de 1700) na Biblioteca John Carter Brown

Os catecismos Testerianos (em espanhol: Catecismos testerianos) são documentos religiosos usados na evangelização da Nova Espanha. Eles explicam a doutrina católica por meio de imagens baseadas em convenções indígenas anteriores à Conquista do México e na escrita espanhola ocidental e em outras línguas. Esses documentos foram uma tentativa de serem materiais educativos para os religiosos que não conheciam as línguas indígenas então faladas no território que hoje é o México. Receberam o nome de Jacobo de Testera, um frade franciscano que elaborava catecismos deste tipo.

## Contexto
Os missionários que participaram da evangelização das novas terras do continente americano buscaram meios de transmitir a nova doutrina. Imagens e documentos mesoamericanos estavam sujeitos à destruição, pois eram considerados materiais idolátricos, mas eram tolerados quando usados em um contexto religioso. Representações teatrais, música, arquitetura, sermões públicos, entre outros, apoiaram os novos preceitos religiosos. Os catecismos Testerianos eram usados para transmitir os Dez Mandamentos e orações como o Pai Nosso e a Ave Maria. 